# Macrocoma bezdeki
Macrocoma bezdeki é uma espécie de escaravelho de folha endémico a Socotra.  Foi descrito por Stefano Zoia em 2012.  Está nomeado após que Jan Bezděk, um colecconista dos especímenes estudados e também um especialista na subfamília de escaravelho da folha Galerucinae.